# Estadio Politécnico Regional "Los Andes"
El Estadio Politécnico Regional “Los Andes” es un recinto para eventos deportivos, ubicado en la ciudad peruana de Juliaca, a 3824 m s. n. m.

## Historia
Fue un proyecto ejecutado en el año 2014 con la tribuna de occidente por la gestión del Exalcalde David Mamani Paricahua.
El estadio es propiedad del Colegio Politécnico Regional “Los Andes”. En este estadio juega sus partidos de local el Club Atlético Politécnico de la 2.ª División de la Copa Perú del fútbol peruano y los clubes Diablos Rojos, el Franciscano San Román y el Futbol Club Cahusiños, participantes de la Copa Perú.

### Principales partidos disputados
El Estadio Politécnico Regional “Los Andes” cuenta con 3.693 espectadores, ha logrado llenar el estadio en los siguientes partidos:
- Credicoop San Román vs Deportivo Maldonado (2030) - 08/09/2018.[3][4]
- Credicoop San Román vs Alfonso Ugarte (2030) - 19/09/2018[5][6]